# 第5装甲擲弾兵旅団 (ドイツ連邦陸軍)
第5装甲擲弾兵旅団「クールヘッセン」（だい5そうこうてきだんへいりょだん、ドイツ語：Panzergrenadierbrigade 5 "Kurhessen"）は、ドイツ連邦陸軍の旅団の一つ。ホンベルクに旅団司令部を置き、旅団隷下部隊は主にクールヘッセンに駐屯していた。

## 歴史
旅団は1956年にドイツ連邦国境警備隊のB2戦闘群としてゴスラーにて編成される。1957年に旅団司令部はホルツミンデン、その後カッセルに移転する。戦闘群は以下のとおりであった。
- 第12擲弾兵大隊
- 第22擲弾兵大隊
- 第32擲弾兵大隊
- 第42擲弾兵大隊
- 第52装甲擲弾兵大隊
- 第2防空中隊
- 第2戦車大隊
- 第2偵察大隊
- 第2装甲偵察大隊

1959年、戦闘群は第5装甲擲弾兵旅団に改編・改称され第2装甲擲弾兵師団隷下となる。1961年に旅団司令部はホンベルクに移転する。1959年、第2装甲工兵大隊第4中隊は第50装甲工兵中隊として改編され第5装甲擲弾兵旅団に編入される。
1960年の旅団隷下部隊は以下のとおりであった。
- 第51装甲擲弾兵大隊
- 第52装甲擲弾兵大隊
- 第53装甲擲弾兵大隊
- 第54戦車大隊
- 第55砲兵大隊
- 第56補給大隊
- 第2装甲偵察大隊
- 第50駆逐戦車中隊
- 第50装甲工兵中隊

1975年にヴォルフハーゲンの第50駆逐戦車中隊は第34装甲旅団に配転される。
陸軍編制に基づき、1976年から旅団は試験旅団の一つに指定され、再編成の対象となる。1980年に試験は終了し、旅団は再び再編成される。再編成時の隷下部隊は以下のとおりであった。
- 第51混成装甲擲弾兵大隊
- 第52装甲擲弾兵大隊（ローテンブルクの旧第51大隊）
- 第53装甲擲弾兵大隊
- 第26猟兵大隊
- 第55装甲砲兵大隊
- 第50駆逐戦車中隊
- 第50装甲工兵中隊
- 第50補給中隊
- 第50整備中隊
- 第24野戦予備大隊

次はモデル旅団に指定され、第53戦車大隊は解隊される。1980年に隷下の第56猟兵大隊は解隊された。1989年に旅団の愛称に「クールヘッセン」が与えられる。1989年に装甲擲弾兵大隊の整理が実施され、第51装甲擲弾兵大隊、第52装甲擲弾兵大隊、第53装甲擲弾兵大隊、第54戦車大隊および第55装甲砲兵大隊で構成された。1993年に第63戦車大隊と第64戦車大隊が隷下におさまる。
1994年に第2装甲擲弾兵師団は解隊され、旅団はマインツの第4防衛管区司令部 / 第5装甲師団に配転される。陸軍第5次編制により旅団には以下の部隊が隷下にあった。
- 旅団司令部中隊
- 第52装甲擲弾兵大隊
- 第53装甲擲弾兵大隊
- 第63戦車大隊
- 第64戦車大隊
- 第55装甲砲兵大隊
- 第130駆逐戦車中隊
- 第50装甲工兵中隊
- 第50装甲偵察中隊
- 第50野戦予備中隊

1996年に旅団は解隊される。

## 歴代旅団長
| 代 | 氏名                                                                               | 着任          | 離任           |
| -- | ---------------------------------------------------------------------------------- | ------------- | -------------- |
| 1  | ヘルマン・ヴァイラウター陸軍大佐 Hermann Weyrauther                                | 1956年7月1日  | 1957年6月30日  |
| 2  | ゲルト・コーベ陸軍大佐 Gerd Kobe                                                   | 1957年7月1日  | 1959年9月30日  |
| 3  | ハインリッヒ・シェーファー陸軍准将 Heinrich Schäfer                                | 1959年10月1日 | 1963年3月31日  |
| 4  | クラウス・シューベルト陸軍准将 Klaus Schubert                                      | 1963年4月1日  | 1966年9月30日  |
| 5  | エルンスト・パウルゼン陸軍大佐 Ernst Paulsen                                       | 1966年10月1日 | 1968年9月30日  |
| 6  | ヴォルフラム・フォン・アイヒェル＝シュタイバー陸軍准将 Wolfram von Eichel-Streiber | 1968年10月1日 | 1973年9月30日  |
| 7  | ホルスト・フリッキンガー陸軍准将 Horst Frickinger                                  | 1973年10月1日 | 1976年9月30日  |
| 8  | エルンスト＝アウグスト・ショルン陸軍大佐 Ernst-August Schorn                       | 1976年10月1日 | 1979年9月30日  |
| 9  | ペーター・ローデ陸軍准将 Peter Rohde                                               | 1979年10月1日 | 1983年3月31日  |
| 10 | アンドレアス・ブロイカー陸軍准将 Andreas Broicher                                  | 1983年4月1日  | 1985年9月30日  |
| 11 | ヘルムート・ヴィルマン陸軍准将 de:Helmut Willmann                                  | 1985年10月1日 | 1988年3月31日  |
| 12 | ゲッツ・グリーメロート陸軍大佐 Götz Gliemeroth                                     | 1988年4月1日  | 1990年9月30日  |
| 13 | マックス・アザム陸軍准将 Max Asam                                                  | 1990年10月1日 | 1994年12月31日 |
| 14 | ペーター・ゲーブル陸軍大佐 Peter Goebel                                            | 1995年1月1日  | 1995年12月31日 |